# Salvatore (Arnold Stadler)
Salvatore ist eine Erzählung von Arnold Stadler aus dem Jahr 2008.
Der ehemalige Theologiestudent Salvatore scheitert beim Schreiben eines Buches. Darin sollte Salvatores Begegnung mit einem Film Pasolinis thematisiert werden.

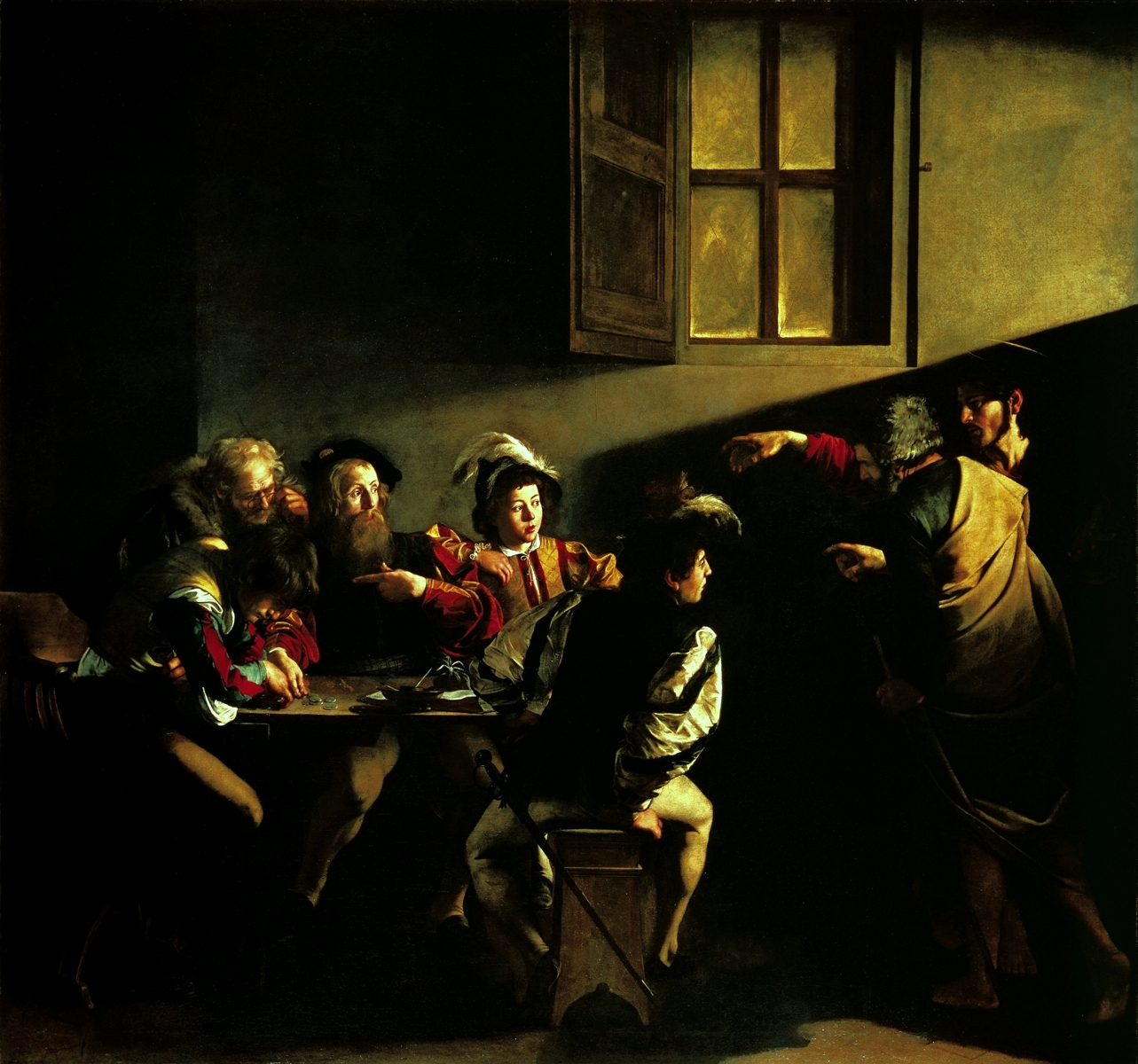
Michelangelo da Caravaggio (1600):
Die Berufung des Matthäus

## Inhalt
I. Salvatore
1. Am Tag einer Himmelfahrt. An der Elbe, morgens.
Anno 2005: Als Mensch und Theologe sei Salvatore aus Leer an einer durch und durch vernünftigen Welt gescheitert, wird vorausgeschickt. Immerhin hält sich dieser 48-jährige Mann, dessen Vorname „Erlöser“ bedeutet, mit Vorträgen über Wasser; spricht bei den Rotariern über Finanzierung. In Geldfragen weiß Salvatore Bescheid; auch, weil er selbst pleite ist. Zudem hat Salvatore in eine Familie von Betriebswirten eingeheiratet. Salvatores Frau Bernadette war Wirtschaftsprüferin und deren Bruder Gabor hat hie und da Kleinunternehmen abgewickelt. Sein in den 1990er Jahren begonnenes Theologiestudium hatte Salvatore abgebrochen, hatte seinen Glauben verloren, ist aber Katholik geblieben. Bernadette war der Kirchensteuer wegen zu den Heiden übergelaufen.  Aus der Kirche auszutreten ist aber für Salvatore ein Ding der Unmöglichkeit. Weder Gott noch der Papst würden das schaffen, selbst wenn sie wollten. Salvatores Großmutter väterlicherseits hatte erst in der Basilicata und darauf in Neapel gelebt. Die alte fromme Frau hatte das Lesen und Schreiben nie richtig gelernt und eine spätlateinische Sprachvariante – mit Albanisch, Katalanisch und Griechisch durchsetzt – gesprochen. Salvatores Vater war aus der Höhlenstadt Matera in die „schöne Norddeutsche Tiefebene“ gekommen und hatte Emma aus dem Münsterland geheiratet. Diese Frau, die Mutter Salvatores, hatte an der autochthonen münsterländischen Sprachlosigkeit gelitten.
Langsam kommt der Erzähler zur Sache, als er Jesus am See Genezareth dem Fischer Petrus zurufen lässt: „Komm!“
2. Introibo. Ich gehe hinein. Werde hineingehen. Hineingegangen sein.
Es ist immer noch dieser oben genannte Himmelfahrtstag. Das wirklich Wichtige wird wiederholt: Salvatore trat nie aus der Kirche aus. Was der Leser aber noch nicht weiß – nach dem Studienabbruch startete Salvatore zunächst eine Karriere als Grabredner, wollte darauf Unternehmensberater werden und hielt Vorträge über das Ozonloch.
Nun geht es richtig los. Salvatore denkt fast pausenlos über das Matthäusevangelium nach. Er sehnt sich weniger in Gottes Nähe als vielmehr nach Menschen, zum Beispiel nach jenen Blinden, denen auf der Straße von Jericho nach Jerusalem während der Begegnung mit Jesus die Augen aufgingen.
3. Die große Flut, Cordon bleu in der Lindenschänke.
Salvatore schaut sich im Gemeindesaal einen Schwarzweißfilm aus dem Jahr 1964 nach Jahrzehnten zum zweiten Mal an. Auch darin wird – wie es der Zufall will – das Matthäusevangelium durchgehechelt. In diesem Kunstwerk Pasolinis – es heißt „Das 1. Evangelium – Matthäus“ und ist dem Andenken des 1963 verstorbenen Papstes Johannes XXIII. gewidmet – wimmelt es von Verwandten Salvatores väterlicherseits. Alle diese Laiendarsteller kommen aus Matera. Einem Onkel Salvatores hatte Pasolini sogar die Rolle des Matthäus anvertraut. Eine gute Wahl, findet Salvatore. Denn jener Onkel wäre ebenso ein Sünder gewesen wie der ehemalige Zöllner Matthäus aus Kafarnaum. Die Filmkarriere zweier Onkel endete darauf bald im Gefängnis.
4. Auf dem Nachhauseweg. Roadmovie.
Arnold Stadler schreibt, als Salvatore den Gemeindesaal nach dem Film verließ, sei „er ein anderer“ gewesen. Zwar hat Salvatore an den ersten Filmbesuch in Kinderzeiten keine gute Erinnerung, doch sein neues Projekt gewinnt Konturen. Über jenes Pasolini-Werk will er endlich das Buch schreiben, von dem er Bernadette andauernd vorphantasiert. Den ersten Satz hat er schon: „Bis Hildesheim schaffst du es nie.“
5. »Ich werde bei dir sein.« Es war Liebe. Auf den ersten Blick.
Dieser erste Satz aus Salvatores geplantem Romanerstling bezieht sich irgendwie auch auf die Wanderschaft Jesu mit seinen zwölf Aposteln. „Gehen wir!“ hatte er die Beladenen aufgefordert. In 33 Unterkapiteln wird über Salvatores Wiederbegegnung mit Pasolinis Film erzählt. Der Eintritt in diese schlecht besuchte, bebilderte Frohe Botschaft des Evangelisten Matthäus ist frei. Sogar das Rauchen ist während der Vorstellung erlaubt. Die Familiengeschichte Salvatores wird fortgeschrieben. Da geht es um jenen kriminellen Onkel, dem Pasolini die Rolle des Apostels Matthäus gegeben hatte. Der Onkel war bald nach den Dreharbeiten auf seiner Flucht vor der Polizei von Süditalien bis hinter Hildesheim – genauer bis zu seinen italienischen, Pizza produzierenden Verwandten nach Leer – gekommen. Dort in der Norddeutschen Tiefebene hatten die Handschellen der Interpol geklickt. Der ehemalige Zöllner Matthäus war in jener Verfilmung nicht der einzige Sünder gewesen. Es geht um Dostojewskifiguren, also um Sündenböcke. Der Suizid des Apostels Judas am Strick unterm Feigenbaum kommt zur Sprache. Vor dem Selbstmord hatte Judas seinen Lohn – jene 30 Silberlinge – den Pharisäern vor die Füße geworfen.
Salvatore betrachtet die Filmsequenzen äußerst kritisch, hält Ausschau nach weiteren Verwandten und Bekannten aus Matera. Da ist – wahrscheinlich in Nazareth – ein Laie in der Menge. Der spielt die Rolle des Zweiflers so echt wie ein professioneller Schauspieler. Dieser ist nicht mit Salvatore verwandt. Dann ist da ein junger Reicher, der bei Jesu Prüfung durchfällt. Der Geck soll sein Vermögen verschenken.
Nach dem Filmerlebnis will Salvatore alles aufschreiben. Wenn es zu einem Roman nicht reicht, dann vielleicht zu einem Roadmovie.
II. Dazugehörigkeitsverlangen
Zunächst zitiert Arnold Stadler aus seinem Roman „Sehnsucht. Versuch über das erste Mal“ (2002).
1. Pier Pasolini. Das Evangelium nach Matthäus. Buch, Film und Leben
In seinem Kommentar betont Stadler eines der menschlichen Grundanliegen des  Matthäusevangeliums und somit obigen Pasolini-Films: Die Sehnsucht nach dem Wunder und nach Liebe. Das Evangelium sei Partitur der Hoffnung. Den Boden seines Prosatextes verlassend, wettert Arnold Stadler gegen die Exegese Bultmanns, gegen Uta Ranke-Heinemann und hebt den bibelfesten überzeugten Kommunisten Brecht auf den Sockel: „Und weil der Mensch ein Mensch ist,...“
Die Homosexualität des Filmschöpfers wird nicht verschwiegen. Pasolini, als Opfer der Gesellschaft, habe sich in Jesu und Matthäus wiedererkannt. Bei seinem Filmvorhaben habe ihn die dem Matthäusevangelium immanente Poesie inspiriert. Manche Ansichten des katholischen Marxisten Pasolini lassen aufhorchen: Wer den Menschen nach seinem marktwirtschaftlichen Gebrauchswert einstuft, ist ein Verbrecher.
2. Für dich, für mich, für immer. Die Berufung des Matthäus auf dem Bild des Michelangelo da Caravaggio in der Kirche San Luigi dei Francesi zu Rom
An keiner Stelle bezeichnet der Autor sein Werk als Roman. Hanenberg weist auf den multimedialen Textcharakter hin, wenn er neben dem Buch (Matthäusevangelium) und dem Pasolini-Film das Gemälde Caravaggios als die drei Konstituenten aufzählt.

## Form
Der Erzähler, der den Leser siezt, bietet Spaß am laufenden Band; besonders in der ersten Hälfte des Buches. So merkt der Erzähler an, Salvatore habe noch am Mittwoch vor Himmelfahrt in ein Buch von Arnold Stadler geschaut. Oder Salvatore singt in einem schlecht besuchten Gottesdienst zusammen mit der überschaubaren Gemeinde. Seine Stimme wird von einer gewissen Christa Wetter in den Schatten gestellt. Deren Jubilo sei zum Himmel aufgestiegen; habe durch das „erektionsfreundliche Blau“ das Zentrum des Universums fast erreicht. Postwendend entschuldigt sich der Erzähler beim Leser für sein Zuviel an „Poesie“.  Der Erzähler freut sich über Kleinigkeiten – zum Beispiel über einen schönen Genitiv. Es geht im ersten der beiden Bücher um den wunderbaren Tag Christi Himmelfahrt. Während der Vorführung von Pasolinis Film schaut Salvatore scharf hin. Jesus geht nicht über die Wasser, sondern schreitet auf einem Floß. Wenn der Erzähler über Gott und die Welt von einem zumeist naiven Standpunkt aus witzelt, wenn er sich und den Leser dauernd fragt, ob das soeben Gesagte in etwa stimmen könnte beziehungsweise verständlich ist, steht der Leser vor der nächsten Frage: Warum hat Arnold Stadler nicht Salvatore als Erzähler genommen?
Die rätselhafte Bedeutung etlicher Wendungen geht weder aus dem betreffenden Satz noch aus seiner Umgebung hervor. Sind zum Beispiel „DDR-Schlusen“ ehemalige Justizvollzugsbeamtinnen, Schlampen oder eine lustige Sprachschöpfung?
Sentimentalität kann bei Arnold Stadlers nonchalantem Duktus selbst in emotionsgeladenen Passagen kaum aufkommen. Gelungen sind Arnold Stadlers Kommentare zur Pasolinis Film. Als im Film zum Beispiel erklärt wird: „Das ist der Prophet Jesus von Nazareth in Galiläa!“ merkt Stadler in Klammern an: „Also war auch das erklärt.“
Der Erzähler gestattet Salvatore das Denken und zitiert die Bibel offenbar aus dem Kopfe: „Wie der Hirsch Durst hat nach frischem Wasser,...“
Das Buch ist auch in seinen Abschweifungen lehrreich: Wilhelm II. soll nebenbei evangelischer Bischof gewesen sein. Auf „das Ende von Faust II“ wird angespielt. Allerdings überwiegt im letzten Drittel des Buches die Erörterung theologischer Fragen. Hanenberg bemerkt einen „zunehmend referierenden Ton“.
Es sieht so aus, als gibt sich Arnold Stadler gegen Ende seines Buches als der Erzähler zu erkennen. Er berichtet über sein Theologiestudium 1975/76 an der Gregoriana in Rom.

## Film
Beim Anschauen des reichlich zweistündigen todernsten Pasolinis Films gleich nach der streckenweise spaßigen Arnold-Stadler-Lektüre fällt auf: Der Buchautor hat einiges Wohlbekannte aus der Jesus-Story – im Film emotional überbetont – schlicht weggelassen. Das beginnt mit scheinbaren Kleinigkeiten. Pasolini malt die Szene aus, als Judas den Pharisäern das Blutgeld vor die Füße wirft (die Pharisäer wollen ihre 30 Silberlinge für den Ankauf eines Blutackers verwenden). Pasolinis Darstellung des Leidensweges Jesu sowie der Trauer der Mutter Maria ist viel ausführlicher geraten als bei Stadler. Der Jesus im Film predigt zu viel und handelt zu wenig. Aus der Sicht des 21. Jahrhunderts kann eigentlich Arnold Stadler ein Verdienst angerechnet werden. Dieser katholische Autor lässt zwar Jesus Altbekanntes predigen, präsentiert es aber wesentlich verdaulicher als Pasolini seinerzeit mit der altehrwürdigen direkten Methode.
Arnold Stadler nennt die großartigen, untermalenden Filmmusiken nach Bach und Mozart, lässt jedoch Prokofjew und Webern unerwähnt.

## Rezeption
- Salvatore stehe auf den Schultern von Pasolini und Caravaggio.[25]

### Textausgaben
Verwendete Ausgabe
- Arnold Stadler: Salvatore. S. Fischer, Frankfurt am Main 2008, ISBN 978-3-10-075124-9.

### Sekundärliteratur
- Peter Hanenberg: Remediationen: Die Suche nach dem Heil der Welt in Arnold Stadlers »Salvatore«. S. 100–108 in  Paul Michael Lützeler (Hrsg.), Jennifer M. Kapczynski (Hrsg.): Die Ethik der Literatur. Deutsche Autoren der Gegenwart. Wallstein Verlag, Göttingen 2011. ISBN 978-3-8353-0865-7.